# Karolinowo (gmina Załuski)
Karolinowo – wieś sołecka w Polsce położona w województwie mazowieckim, w powiecie płońskim, w gminie Załuski.
Wierni Kościoła rzymskokatolickiego należą do parafii Świętego Stanisława Biskupa Męczennika w Starej Wronie.
Karolinowo to miejscowość położona na północno-wschodniej części gminy Załuski,granicząca z gminą Joniec. Wioska jest położona przy drodze wojewódzkiej nr 571 (oddalona 2,5 km od trasy krajowej nr 7, w odległości 45 km od aglomeracji warszawskiej). Pierwsze wzmianki o wsi Karolinowo pochodzą z końca XIX wieku, w tym okresie znajdował się tu folwark o powierzchni 361 morgów. Jak mówi legenda nazwa Karolinowo pochodzi od imienia Karolina-córki właściciela folwarku znajdującego się na tych ziemiach, której podarował ową wieś. Na przełomie XIX i XX wieku we wsi powstała szkoła elementarna. W 1964 roku został zainaugurowany rok szkolny w nowo wybudowanym budynku szkoły, w którym do dziś, wiedzę zdobywają młodzi mieszkańcy Karolinowa i pobliskich miejscowości.
W latach 1975–1998 miejscowość należała administracyjnie do województwa ciechanowskiego.
Na przełomie 2009/2010 na terenie Gminy Załuski zostało założone Stowarzyszenie Kultury Fizycznej pn. Ludowy Klub Sportowy Gminy Załuski "Korona" Karolinowo. Miejscowość Karolinowo jest siedzibą Klubu, a na terenie należącym do Wspólnoty Gruntowej Mieszkańców Wsi Karolinowo planowana jest budowa profesjonalnego boiska piłkarskiego z niezbędnym zapleczem.